# Green Valley (groupe)
Pour les articles homonymes, voir Green Valley.
Green Valley est un groupe de reggae et dancehall espagnol, composé de six musiciens originaires d'Alava et de Catalogne. C'est l'un des groupes de roots reggae les plus reconnus en Espagne.

## Histoire
En 2001, Ander Valverde, fondateur de Green Valley (dont le nom de famille traduit en anglais donne son nom au groupe), commence à se produire en sound system à Vitoria. Lorsqu'ils ont constaté l'accueil favorable du public, ils décident de s'installer à Barcelone, ouvrant ainsi la voie à d'autres scènes en Catalogne en 2006. En 2007, ils créent et enregistrent leur deuxième démo, Inmigrantes, qui les amène à se produire sur des scènes dans toute l'Espagne. 
En 2010, le groupe sort son premier album : En tus manos, un album de reggae, de roots et de dancehall. Le titre fait référence à l'appel à transformer le monde contemporain par une prise de conscience sociale, avec des paroles optimistes et des phrases accrocheuses. En 2012, ils sortent leur deuxième album La Voz del pueblo, qui jette un regard critique sur la société contemporaine. En 2013, ils sortent Mírame a los ojos, une nouvelle œuvre, cette fois-ci acoustique, composée de neuf titres enveloppés d'une intimité et d'un sentiment extrêmes. Cette année est une année spéciale au cours de laquelle Green Valley fait ses débuts sur les scènes de festivals tels que Reggaeboa Balboa, Lagata ou Rotottom Sunsplash avec la tournée La Voz del pueblo. En 2014, ils célèbrent leur dixième anniversaire en tant que groupe, avec style, avec Hijos de la tierra, leur troisième album.
En 2016, ils sortent leur nouvel album, intitulé Ahora, leur cinquième œuvre studio,,. Enregistré par Genis Trani (Reggeland) et Chalart 58 (La Panchita Estudios) et avec la collaboration d'artistes de renom tels que Morodo, Fyahbwoy, Rapsusklei, La Tifa ou Movimiento Original (Chili). Le 11 septembre 2017, ils donnent un concert à La Diada del Sí. En 2022, ils sortent La Llave Maestra.

## Thèmes
Leurs chansons tentent de dénoncer les injustices sociales et de diffuser leur message positif dans le monde entier, dans le but de sensibiliser l'opinion publique,.

## Discographie

### Démos
- 2002 : El Sueño perdido (Ander Valverde en solo)
- 2007 : Inmigrantes

### Albums studio
- 2010 : En tus manos
- 2012 : La Voz del Pueblo
- 2013 : Mírame a los ojos
- 2014 : Hijos de la tierra
- 2016 : Ahora
- 2019 : Bajo la piel
- 2022 : La Llave Maestra

### Singles
- 2012 : Friend (avec Shinji)
- 2012 : Es la Misión (avec Alerta Kamarada)
- 2013 : Gente Real (avec Tosko)
- 2013 : Lo Mío lo comparto (Kinky Bwoy)
- 2013 : Somos Iguales (avec Saritah)
- 2014 : Hijos de León (avec Rapsusklei)
- 2017 : No es Necesario (avec Dread Mar l)
- 2017 : Exprímelo
- 2018 : #Alma libre (Juanito Makandé)
- 2019 : Donde Irán
- 2019 : Nunca Pararé (avec SFDK)
- 2019 : La Niña de la Plata
- 2020 : Tu mejor Versión
- 2020 : Donde nadie nos ve